# Shawne Fielding
Shawne Fielding (nascida no dia 27 de junho de 1969 em El Paso, no Texas, Estados Unidos) é uma atriz e modelo americana-suíça que atuou em séries e filmes nos Estados Unidos, Alemanha e Suíça. Notavelmente, Fielding havia se casado com Thomas Borer, Ex-embaixador suíço na Alemanha, bem como com o bilionário americano Charles Addison Williams da empresa Sammons Enterprises.

## Início de Vida
Fielding estudou na Southern Methodist University, em Dallas, onde concluiu seus estudos e recebeu seu diploma principal em Publicidade, bem como uma graduação secundária em Psicologia. Ela foi também Miss Dallas USA e 6ª colocada para o prêmio de Miss Texas USA e Mrs. Dallas America. Fielding venceu o prêmio de Mrs. Texas America, e também foi a 3ª colocada como Mrs. America.

## Vida e carreira
Apesar de ter nascido no Texas, EUA, Shawne Fielding criou fortes laços na sociedade suíça, e é destaque no Carnaval de Basileia.
Em 12 de agosto de 2001, no Marche-Concours em Saignelegier, onde esteve presente como embaixadora oficial da Exposição Nacional Suíça, ela foi apresentada pelo Jurassic Béliers com a Unspunnenstein, a qual havia sido roubada do museu de Jungfrau, região em Interlaken. pelos Beliers no ano de 1984.
Fielding recebeu a Unspunnenstein, uma pedra enorme que tem um significado histórico para a suíça, a qual foi usada na Unspunnenfest, que levou à formação final dos 26 cantões da Suíça.
Além disso, o retrato e as roupas de Shawne Fielding são exibidos no Museu de História Nacional, em  Berlim, no Museu Nacional Suíço, bem como no Museu Audrey Hepburn.

### Casamento com Borer
Dos anos 1999 a 2014, Fielding foi casada pela segunda vez com Thomas Borer. O casal ganhou muita atenção da mídia na Alemanha e na Suíça, com Fielding continuando na mídia por muito tempo, mesmo após o "Borer Affair". Sua galeria de fotos, por exemplo, como "Cowgirl dos Alpes", "Cinderela" e "Gunslinger" na revista Max, levou, em 2001, a complicações diplomáticas, período em que ocorreu a demissão de Thomas Borer como embaixador. Mesmo após um pedido de desculpas de Fielding, o affair terminou. Outro caso que também chamou atenção foi quando Fielding abriu uma disputa judicial contra umas fotos que mostravam seu corpo minimamente vestido e de “topless", fato que até foi mencionado em uma coletiva de imprensa da Casa Branca. Ela venceu seu processo judicial contra a publicação no tribunal de justiça de Berlim, e o tribunal proibiu outra publicação das fotos polêmicas em 2001.
Durante o affair com Borer, no qual o jornal Sonntagsblick anunciou que seu marido estava envolvido em um caso sexual proibido com a alemã Djamila Rowe, ela ficou ao lado de seu marido. Após isso, ela sofreu um aborto espontâneo em 2002 e perdeu o bebê. O governo suíço chamou seu embaixador na Alemanha de volta para Berna, com a impressão de que ele não podia mais cumprir seus deveres ao ser visto como um mulherengo pela mídia. Em seguida, ele foi chamado de volta à Berna para se tornar o embaixador em geral dos campos de refugiados. Borer escapou do chamado iminente ao pedir demissão.
Borer e Fielding entraram com um pedido de indenização no sistema judicial dos EUA contra a editora Ringier, que teve que se desculpar em público e pagar uma indenização milionária em francos suíços.
Em 2010, Shawne Fielding pediu o divórcio de Thomas Borer, encerrando, assim, um casamento problemático. O casal tem dois filhos juntos.

### Casamento com Schöpf
Desde 2014, Fielding vive com seu novo parceiro, Patrick Schöpf, um ex-goleiro profissional de hóquei no gelo. Os dois moram juntos em Immensee, no cantão de Schwyz. Em 2018, ela e seu parceiro participaram do RTL show The Summerhouse of the Stars – Battle of the Celebrity Couples (Alemão: Das Sommerhaus der Stars - Kampf der Promipaare), e ficaram em segundo lugar. Os dois costumam aparecer seguidamente na mídia alemã e suíça.

## Residências
Shawne Fielding já morou e projetou, restaurou e/ou decorou o interior das seguintes residências históricas:
- Swiss Embassy, em Berlim (Greek Revival)[58][17][59]
- A UNESCO World Heritage Kampffmeyer Potsdam, Alemanha (Baroque e Rococó)[60][61][62]
- A Texas Residence (Mission Revival)[63][64][65]
- A Shawne Villa, Thalwil, Suíça (Art Nouveau)[66][67][68]

## Filantropia
Shawne Fielding também está envolvida com filantropia e trabalhos de caridade.  Atualmente, ela é presidente da Swiss Foundation Kids with a Cause Europe. Ela foi embaixadora da SOS Children's Villages, Embaixadora da Swiss Expo.02 e diretora honorária da UNICEF-Alemanha para projetos especiais. Ela tem apoiado a causa da comunidade LGBT desde o início dos anos 1990, sendo uma membra do conselho da Aids Arms em Dallas, Texas, EUA, e também presidente honorária da fundação DIFFA, e como uma embaixadora para a AIDS Hilfe Schweiz.

## Filmes selecionados
Algumas das séries de TV e filmes em que Fielding atuou:
- Dr. T & the Women
- It's in the Water
- American Ninja Warrior
- Nachtcafé
- Taff
- Wetten, dass...?